# Diaparsis nitida
Diaparsis nitida là một loài tò vò trong họ Ichneumonidae.